# Strzępkobłonka tatrzańska
Strzępkobłonka tatrzańska (Amphinema diadema K.H. Larss. & Hjortstam) – gatunek grzybów z rodziny błonkowatych (Atheliaceae).

## Systematyka i nazewnictwo
Pozycja w klasyfikacji według Index Fungorum: Amphinema, Atheliaceae, Atheliales, Agaricomycetidae, Agaricomycetes, Agaricomycotina, Basidiomycota, Fungi.
Po raz pierwszy takson ten opisali w 1986 r. Karl-Henrik Larsson i Kurt Hjortstam w Norwegii i nadana przez nich nazwa naukowa jest ważna. Polską nazwę zarekomendował Władysław Wojewoda w 2003 r.

## Morfologia
Owocnik rozpostarty, błonkowaty, jasnobrązowy, o strzępiastym brzegu z ryzomorfami. System strzępkowy monomityczny ze sprzążkami na prawie wszystkich przegrodach. Strzępki o grubości 2,5–4 µm, jasnobrązowawe, cylindryczne. Podstawki 4-zarodnikowe, 14–24 × 4–5,5 µm, lekko szypułkowe. Cystydy 45–80 × 5–7(8) µm o ściankach lekko pogrubionych, częściowo inkrustowane na wierzchołkach. Bazydiospory wąskoeliptyczne, 4–5 × 2,5–3 µm.

## Występowanie i siedlisko
Podano stanowiska tylko w niektórych krajach Europy i w Azji Wschodniej. W Polsce jedyne stanowisko w Tatrzańskim Parku Narodowym podali K. Larsson i K. Hjortstam w 1986 r.
Nadrzewny grzyb mykoryzowy tworzący ektomykoryzę z drzewami iglastymi i liściastymi.